# Пильчиков, Дмитрий Павлович
Дмитрий Павлович Пильчиков (укр. Дмитро Павлович Пильчиков; 26 октября [7 ноября] 1821, Херсонская губерния или Полтава — 17 [29] октября 1893, Харьков) — украинский общественный и культурный деятель, педагог. Отец украинского изобретателя, физика и геолога Николая Дмитриевича Пильчикова.

## Биография
Дмитрий Пильчиков родился 26 октября (7 ноября) 1821 года на Херсонщине (по другим данным — в Полтаве).
Окончил в 1843 году историко-филологический факультет Киевского университета, после — работал там же библиотекарем. С 1846 по 1864 преподавал в Полтавском кадетском корпусе.
После окончания вуза жил некоторое время в Киеве, познакомился там с Н. Костомаровым, П. Кулишом, В. Белозерским и с Тарасом Шевченко. В 1846 году вступил в Кирилло-Мефодиевское братство.
В 1860—1870 годах участвовал в национально-демократическом движении, был членом и активным пропагандистом украинофильства в «Полтавской громаде». В 1870-х годах поддерживал связи с галицкими общественными и культурными деятелями и лично с Михаилом Драгомановым.
Летом 1873 года отвез в Галицию деньги от Елизаветы Милорадович на организацию Научного общества им. Т. Г. Шевченко.
Скончался 5 (17) октября 1893 года в Харькове. Похоронен там же.

## Критика
Украинский поэт А. Я. Конисский, который работал с Дмитрием Пильчиковым с 1858 по 1863 год, вспоминал:
Не было тогда такого события общественно-поступательного, чтобы возле него не работал Пильчиков — если не как инициатор, то как работник. Воскресные и субботние школы (их было в Полтаве, городе небольшом, с 30-ю тысячами населения, — пять), ежедневная школа, народные чтения, народная библиотека, народный театр, литературно-музыкальные утренники и вечера, публичные отчитывания, девичья гимназия и прочее — со всем этим соединено имя и труд ПильчиковаА. Я. Конисский
Оригинальный текст (укр.)Не було тоді такої події громадсько-поступової, щоб біля неї не працював Пильчиков — коли не яко ініціатор, то яко робітник. Недільні і суботні школи (їх було в Полтаві, місті невеликому, з 30-ма тисячами людности, — п’ять), щоденна школа, народні читання, народна бібліотека, народний театр, літературно-музичні ранки і вечори, публічні відчити, дівоча гімназія й таке інше — з усім отим з’єднано наймення і праця Пильчикова.

Дмитрий Пильчиков имел большое влияние на молодёжь, которую он сознательно сплачивал вокруг себя. У него дома (в Полтаве и Киеве) каждую субботу собирались его ученики. Взрослые почитали его за рассудительность и ум, образованность и педагогический такт.